# Kumarella angulus
Kumarella angulus är en stekelart som beskrevs av Sureshan 1999. Kumarella angulus ingår i släktet Kumarella och familjen puppglanssteklar.
Artens utbredningsområde är:
- Laos.
- Taiwan.
- Thailand.
- Vietnam.

Inga underarter finns listade i Catalogue of Life.